# José Soto Délano
José Antonio Soto Délano (Valparaíso, Provincia de Valparaíso, Chile, 28 de enero de 1986) es un exfutbolista chileno. Jugaba de delantero. Cabe mencionar que es sobrino del también jugador de fútbol Joel Soto.

## Trayectoria
Su primer club fue Santiago Wanderers con el que debutó como profesional a los 15 años el 14 de octubre de 2001 frente a Cobreloa, partido que finalizó 3:0 a favor de Wanderers.
En 2008, Jorge Garcés lo llevó a jugar a Deportes Concepción donde hizo buenos partidos pero al final del Torneo de Apertura tras los problemas económicos de Deportes Concepción regresó a Santiago Wanderers para jugar el Torneo de Clausura de la Primera B.
En su regreso a Wanderers no hizo goles hasta el 18 de septiembre donde convirtió el primer gol ante Coyhaique válido por la Copa Chile. Finalmente con solo dos goles en la pobre campaña del 2008 en Wanderers se decide no renovarle contrato al final de la temporada por lo cual recalo en Unión Quilpué.

## Selección nacional
Ha sido internacional con la selección de fútbol de Chile en categorías inferiores. Participó en el Campeonato Sudamericano Sub-17 de 2003 celebrado en Bolivia y en el Campeonato Sudamericano Sub-20 de 2005 celebrado en Colombia. En agosto de 2004 estuvo convocado con la selección absoluta para el partido que enfrentó a Chile con Colombia.

## Clubes
| Club                | País  | Temporadas |
| ------------------- | ----- | ---------- |
| Santiago Wanderers  | Chile | 2001-2003  |
| Unión La Calera     | Chile | 2004       |
| Santiago Wanderers  | Chile | 2004-2007  |
| Unión Quilpué       | Chile | 2007       |
| Deportes Concepción | Chile | 2008       |
| Santiago Wanderers  | Chile | 2008       |
| Unión Quilpué       | Chile | 2009       |

## Palmarés

### Campeonatos nacionales
| Título           | Club               | País  | Año  |
| ---------------- | ------------------ | ----- | ---- |
| Primera División | Santiago Wanderers | Chile | 2001 |

- Datos: Q6291520